# Parigi-Bourges 2009
La Parigi-Bourges 2009, cinquantanovesima edizione della corsa e valevole come prova del circuito UCI Europe Tour 2009 categoria 1.1, si svolse l'8 ottobre 2009 su un percorso di 193,3 km. Fu vinta dal tedesco André Greipel, che giunse al traguardo con il tempo di 4h11'55".
Furono 106 i ciclisti che tagliarono la linea d'arrivo.

## Ordine d'arrivo (Top 10)
| Pos. | Corridore          | Squadra      | Tempo    |
| ---- | ------------------ | ------------ | -------- |
| 1    | André Greipel      | Columbia     | 4h11'55" |
| 2    | Juan José Haedo    | Saxo Bank    | s.t.     |
| 3    | Aljaksandr Usaŭ    | Cofidis      | s.t.     |
| 4    | Roger Hammond      | Cervélo      | s.t.     |
| 5    | Sébastien Chavanel | F. des Jeux  | s.t.     |
| 6    | Sébastien Hinault  | AG2R La Mon. | s.t.     |
| 7    | Andreas Dietziker  | Vorarlberg   | s.t.     |
| 8    | Martin Reimer      | Cervélo      | s.t.     |
| 9    | Borut Božič        | Vacansoleil  | s.t.     |
| 10   | Romain Feillu      | Agritubel    | s.t.     |